# Diccionario Biográfico de Mujeres Jaliscienses Prominentes
El Diccionario Biográfico de Mujeres Jaliscienses Prominentes (DBMJP) es un proyecto editorial, académico y de difusión de El Colegio de Jalisco conformado por cuatro tomos que reúnen investigaciones sobre el trabajo y aportaciones de 311 mujeres jaliscienses consideradas como prominentes en las áreas de cultura, deporte, política, activismo, laboral, entre otros, de los últimos dos siglos.

## Estructura
Los tomos se publicaron por El Colegio de Jalisco con el apoyo de El Instituto Jalisciense de las Mujeres para el primer tomo y Consejo estatal de Ciencia y Tecnología de Jalisco para el tercero y el cuarto. Las autoras e investigadoras son Lilia Bayardo (quien también los coordinó), Ángela Kennedy, Nadia Ruvalcaba, Alejandra Carolina Díaz, Cristina Alvizo y Gizelle Guadalupe Macías.

De acuerdo con la historiadora y autora Lilia Bayardo: 
En el diccionario, los criterios de inclusión fueron haber sido pioneras, que su aportación haya cambiado de directriz el campo en el que se desenvolvieron, y que hayan tenido impacto más allá. 
Por ello, este trabajo contribuye a la visibilización y rescate de la historia de Jalisco y reconocimiento de las que han participado en ella. Lorenza Dipp Reyes, gestora de proyectos culturales de El Colegio de Jalisco, comentó que el DBMJP 
representa un viaje a la época y lugar de las mujeres presentes en el diccionario, con el deseo de que la historia de Jalisco nunca se cuente sin las mujeres, así como contribuye a la visibilización y rescate de la historia de Jalisco, así como al reconocimiento de las mujeres que han participado en ella. 

## Ediciones
Las biografías de mujeres están organizadas en cuatro tomos temáticos:
- Tomo 1 – Mujeres en las artes: está compuesto por la biografía de 60 creadoras fallecidas que radicaron o nacieron en el estado y sus aportaciones fueron en pintura, literatura, música, danza, escultura, fotografía, arquitectura y otras formas de expresión artística (Bayardo y Kennedy, 2017). Entre ellas: Eloísa Acosta, Lola Álvarez Bravo, María Izquierdo, Amalia Guerra, Beatriz Ashida y Ana Bertha Lepe.[10]
- Tomo 2 – Mujeres en la política y el servicio público: biografía las aportaciones de 62 mujeres que ocuparon cargos públicos, promovieron políticas o encabezaron movimientos sociales (Bayardo, Kennedy y Ruvalcaba, 2018). Entre ellas: Verónica Delgadillo García, Cecilia González Gómez, María Esther Zuno, Concepción Michel.
- Tomo 3 – Mujeres en la educación y precursoras de la ciencia y la tecnología: contiene el trabajo de 42 maestras, científicas, investigadoras, divulgadoras y pioneras (Bayardo, Kennedy y Díaz, 2022). Entre ellas: Emma Casillas Pérez, Rosa Navarro Flores y Paula Gómez Alonzo.
- Tomo 4 – Mujeres en acción: muestra el trabajo de 49 activistas, deportistas, empresarias, filántropas y mujeres que participaron en luchas armadas (Bayardo, Alvizo, Macías, Ruvalcaba, 2024). Entre ellas: Beatriz Hernández, Elena Martínez Guitrón, Sandra Ávila Padilla y Carmen Villareal Treviño.

## Exposiciones
A partir del DBMJP, se han desarrollado exposiciones artísticas en recintos estatales:

En 2022, en el Museo de la Ciudad de Guadalajara, se inauguró la exposición Reconstruyendo la memoria jalisciense: presencia y participación de las mujeres curada por las historiadoras Lilia Bayardo e Hilda Monraz. Basaron su investigación curatorial en el DBMJP e incluyeron pinturas, fotografías, vestuario y documentación de artistas jaliscienses como Lola Álvarez Bravo, la escultora Rosa Castillo, Irene Robledo, Irma Serna, la actriz del cine de oro Esther Fernández y la vestuarista Amelia Bell conocida también como Miss Bell. De acuerdo con la historiadora y curadora Hilda Monraz, "son mujeres las que vamos a visibilizar en la exposición cuyas trayectorias no han sido tan reconocidas y que son necesarias para entender la trayectoria general de Jalisco en la historia nacional".
Una de mis inquietudes como historiadora de las mujeres es, como lo marca el nombre de la exposición, reconstruir la historia, la memoria nacional, incorporando a esta memoria las acciones y las obras de las mujeres, mostrar a la sociedad que la historia no trata solamente los libros de los hechos políticos y militares, también hay que seguir fortaleciendo la idea de que en la historia también hemos participado las mujeres, dice Lilia Bayardo.
En el marco del 8M de 2025 y en colaboración con OPD Museos, Exposiciones y Galerías de Jalisco y el Colegio de Jalisco, se inauguró en el Museo de Sitio de Palacio de Gobierno del estado de Jalisco la exposición Mujeres Jaliscienses Prominentes. Fue una muestra que presentó la vida y trabajo de más de 200 mujeres destacadas el arte, la educación y la política. Dicha exposición se produjo a partir de las investigaciones del DBMJP. Fue curada por las historiadoras Lilia Bayardo e Hilda Monraz en la que presentaron infografías, líneas del tiempo y documentación de archivo. Titularon las secciones de la exposición: Mujeres en las artes, Mujeres en política y en el servicio público, Mujeres en Educación, precursoras de la ciencia y tecnología y Mujeres en acción con base en los cuatro tomos del DBMPJ.